# Unione Calcio Civitanovese 1962-1963
Questa pagina raccoglie le informazioni riguardanti l' Unione Calcio Civitanovese nelle competizioni ufficiali della stagione 1962-1963.

## Rosa
| N. |                   | Ruolo | Calciatore         |
| -- | ----------------- | ----- | ------------------ |
|    | Italia (bandiera) | C     | Fernando Ascatigno |
|    | Italia (bandiera) | A     | Amedeo Balestrieri |
|    | Italia (bandiera) | D     | Luciano Cattani    |
|    | Italia (bandiera) | P     | Ariodante Centini  |
|    | Italia (bandiera) | A     | Giampiero Convalle |
|    | Italia (bandiera) | C     | Franco Corvatta    |
|    | Italia (bandiera) | C     | Sergio Dalmiglio   |
|    | Italia (bandiera) | D     | Giuseppe Faggio    |
|    | Italia (bandiera) | C     | Gianfranco Filippi |
|    | Italia (bandiera) | A     | Silvano Flaborea   |
|    | Italia (bandiera) | D     | Roberto Gasparroni |

| N. |                   | Ruolo | Calciatore         |
| -- | ----------------- | ----- | ------------------ |
|    | Italia (bandiera) | D     | Aquilino Gerardini |
|    | Italia (bandiera) | P     | Massimo Grassi     |
|    | Italia (bandiera) | D     | Giovanni Kostner   |
|    | Italia (bandiera) | A     | Elviro Marchi      |
|    | Italia (bandiera) | C     | Orazio Rancati     |
|    | Italia (bandiera) | D     | Carlo Ripari       |
|    | Italia (bandiera) | C     | Eugenio Rocchi     |
|    | Italia (bandiera) | C     | Gianni Tibaldo     |
|    | Italia (bandiera) | D     | Carletto Vaccari   |
|    | Italia (bandiera) | P     | Sergio Vendramin   |